# Ankarsmedjan

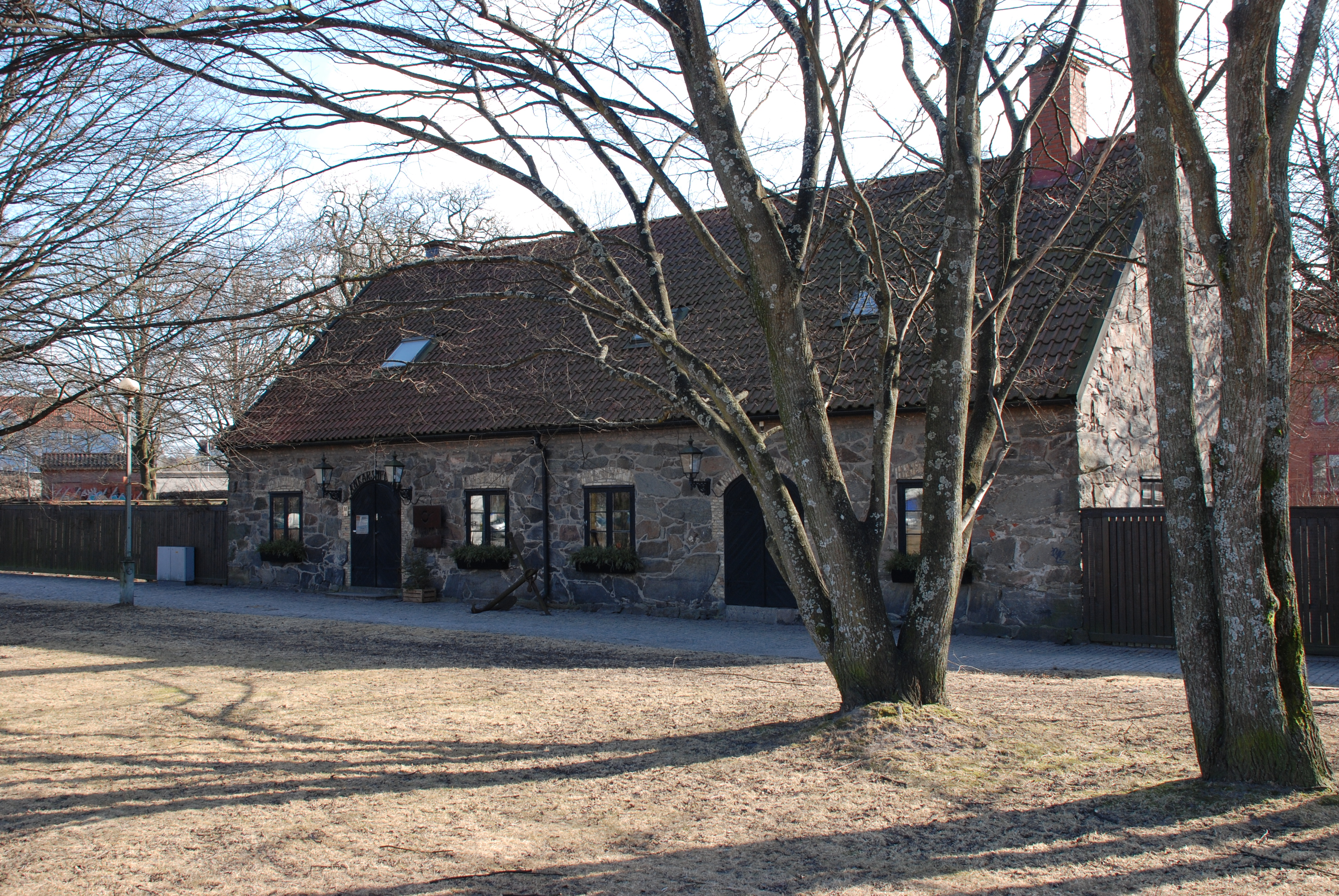
Ankarsmedjan i Klippan.

Ankarsmedjan är en byggnad i Klippans kulturreservat i stadsdelen Majorna i Göteborg. I smedjan tillverkades ankare och kätting åt Ostindiska kompaniets skepp, vilka hade Klippan som uthamn.
Byggnaden sägs vara från 1770-talet, men det finns inget exakt datum för uppförandet. Enligt en muntlig tradition skulle den hört till Älvsborgs slott, men detta har inte kunnat beläggas. På en karta från år 1783 finns den utmärkt som Smedia.
Ankarsmedjan beskrevs första gången år 1804 i en besiktningshandling med anledning av en försäkringsbegäran från Ostindiska Kompaniet. Den bestod då av en smedja och tunnbindarverkstad, med 1 aln 9 tums tjocka väggar murade i gråsten. Smedjan och tunnbindarverkstaden åtskildes av en likadan mur.
I smedjan fanns en smedhärd med en utbyggnad av murtegel och två bälgar. Golvet var av gråsten. Tunnbindarverkstaden hade en spis och golvet bestod av bräder. Byggnaden hade två ingångar med dubbla portar och åtta fönster.
År 1917 utbröt en eldsvåda, varefter byggnaden försågs med nytt tak. Under 1930-talet inträffade en ny eldsvåda och byggnaden förföll än mer.
Verksamheterna i ankarsmedjan har varierat under åren. I byggnadens östra del bedrevs en tid sillrökeri och gjuteri. På 1880-talet blev smedjan arbetsplats för fångarna på Nya Varvet. Fängelset på Nya Varvet lades ner år 1907 då Härlanda fängelse invigdes. Den kom senare att utgöra förrådsbyggnad för olika verkstäder. Göteborgs stad renoverade byggnaden i början av 1970-talet, varvid den ena av ässjorna togs bort, tegelgolv lades in, murarna vitkalkades och en trappa byggdes upp till loftet, vilket minskades i storlek. Arkitekter för ombyggnaden var Bengt Forser och Christer Larsson.
Galleri Kusten flyttade år 1973 från Klippans värdshus till Ankarsmedjan och höll till där fram till år 2000. Året därefter togs det över av restaurang Sjömagasinet.
Sedan April 2021 har Ankarsmedjan nya ägare. Huset är numer en restaurang som heter Ankarsmedjan Social och drivs av Mathias Nilsson, Joel Nyström, Erik Carlsson och Erik Andersson.